# Боссю, Шарль
Шарль Боссю (фр. Charles Bossut; 11 августа 1730 — 14 января 1814) — французский математик, один из Энциклопедистов. Академик Французской Академии наук с 1768 года, также почётный иностранный член академий в Берлине, Болонье и Санкт-Петербурге (с 1778 года).

## Биография
Шарль Боссю родился в Тартаре, Луара, в богатой семье. Окончил иезуитский колледж в Лионе, после чего посвятил себя научным исследованиям и принял участие в создании «Энциклопедии наук, искусств и ремёсел» Дени Дидро.
Благодаря дружбе с Шарлем Камю был в 1752 году назначен профессором в Королевской инженерной школе в Мезьере, а затем сменил его на должности экзаменатора студентов Технического университета и переехал в Париж.
В 1768 году был принят в число членов Французской академии.
Во время Великой Французской революции он потерял эту должность, но при Империи был на ней восстановлен с помощью Гаспара Монжа, его бывшего ученика в Мезьере, и работал до 1808 года. Он также был генеральным инспектором гидравлических машин и королевских зданий и королевским профессором гидродинамики.
В 1775—1777 годах проводил известные опыты на прудах Военной академии, поставив целью определить сопротивление, противостоящее движению водных судов.
В составе государственной комиссии работал над проектом канала между реками Сена и Луара, который был воплощён в жизнь как Канал Ниверне уже после его смерти, в 1841 году.
Шарль Боссю написал также ряд трудов по математике и гидродинамике.